# Saison 1972-1973 des FAR de Rabat
Pour un article plus général, voir Association sportive des FAR (football).
Maillots
Chronologie
Saison précédente Saison suivante
La saison 1972-1973 des FAR de Rabat est la quinzième de l'histoire du club. Cette saison débute alors que les militaires avaient terminé quatrièmes en championnat de la saison dernière. Le club est par ailleurs engagé en coupe du Trône.
Finalement, les FAR de Rabat sont éliminés en seizièmes de finale de la coupe du Trône et se placent douzième en championnat.
Le bilan en championnat des FAR de Rabat s'est terminé défavorable car sur 30 matchs joués, ils en gagnent 8, en perdent 9 et cèdent 13 nuls pour 30 buts marqués et 28 encaissés.

## Contexte et résumé de la saison passée des FAR de Rabat
Durant la saison dernière, les FAR de Rabat se placent quatrième en championnat avec au total plus de 68 points soit 11 victoires, 12 nuls et 7 défaites. Tandis qu'en coupe du Trône, son parcours a commencé en seizièmes de finale puisque ceux-ci sont en première division. Le résultat pour les seizièmes de finale est inconnu et on ne sais pas qui il a affronté également mais le plus important fut que les FAR se sont fait éliminer de cette compétition en seizièmes de finale.
Au bilan durant la saison dernière, les FAR se classent quatrième en championnat et se font éliminer au stade des seizièmes de finale en coupe du Trône.

## Saison
Lors de cette saison, l'Association Sportive des Forces Armées Royales participera au championnat du Maroc et à la Coupe du Trône de football. Il participera donc qu'à deux compétitions.

### Championnat
Le championnat du Maroc de football 1972-1973 est la 17e édition du championnat du Maroc de football. Elle oppose seize clubs regroupées au sein d'une poule unique où les équipes se rencontrent deux fois, à domicile et à l'extérieur. Deux clubs sont relégués en fin de saison.

#### Composition du championnat
Avec la relégation du Hassania d'Agadir du Kawkab de Marrakech et avec la promotion du TAS de Casablanca et du Ittihad Khémisset. Les FAR se trouve donc lors de cette saison en compagnie de quinze équipes que sont :
Le F.U.S. : le Fath Union Sport de Rabat.
Le T.A.S. : le Tihad Athlétique Sport.
Le W.A.C. : le Wydad Athletic Club.
Le R.C.A. : le Raja Club Athletic.
Le M.C.O. : le Mouloudia Club d'Oujda.
Le D.H.J.: le Difaâ Hassani d'El Jadida.
Le R.A.C : le Racing Athletic de Casablanca.
L'I.Z.K. : l'Ittihad Zemmouri de Khémisset.
Le K.A.C. : le Kénitra Athlétic Club.
Le Y.C.R. : le Youssoufia Club de Rabat.
Le M.A.S. : le Maghreb Association Sportive.
La R.S.S. : la Renaissance Sportive de Settat.
Le R.B.M. : le Raja de Beni Mellal.
L'U.S.K. : l'Union de Sidi Kacem.
et le S.C.C.M. : le Chabab Mohammédia.
Cette saison représente donc la quinzième année de football de l'histoire des FAR de Rabat, il s'agit surtout de sa treizième en première division. On peut signaler aussi la présence du FUS de Rabat et du Youssoufia Club de Rabat qui sont des clubs basée dans la ville de Rabat. Il y a donc dans ce championnat seulement trois équipes basée dans la ville de Rabat. Tandis qu'il y en a quatre qui représente la ville de Casablanca lors de cette saison.

#### Classement final
Durant cette saison le championnat du Maroc était composée au total de 16 équipes dont trois étaient basé dans la ville de Rabat et quatre dans la ville de Casablanca. Le système de point durant cette saison est de trois points pour une victoire, deux pour un nul et un pour une défaite. Et lors de cette saison deux clubs seront relégués pour pouvoir jouer la saison prochaine un championnat composée du même nombre d'équipes.
|     | Club                               | Points | Joués | Victoires | Nuls | Défaites | Buts + | Buts - |
| --- | ---------------------------------- | ------ | ----- | --------- | ---- | -------- | ------ | ------ |
| 1.  | KAC de Kénitra                     | 65     | 30    | 12        | 12   | 6        | 39     | 30     |
| 2.  | Maghreb de Fès                     | 65     | 30    | 14        | 8    | 8        | 30     | 20     |
| 3.  | Raja de Casablanca                 | 63     | 30    | 11        | 11   | 8        | 36     | 31     |
| 4.  | Difaâ d'El Jadida                  | 62     | 30    | 11        | 10   | 9        | 28     | 26     |
| 5.  | Renaissance de Settat              | 61     | 30    | 10        | 11   | 9        | 30     | 27     |
| 6.  | TAS de Casablanca                  | 61     | 30    | 10        | 11   | 9        | 34     | 33     |
| 7.  | FUS de Rabat                       | 61     | 30    | 8         | 15   | 7        | 28     | 30     |
| 8.  | Mouloudia d'Oujda                  | 61     | 30    | 11        | 9    | 10       | 33     | 36     |
| 9.  | Wydad de Casablanca                | 60     | 30    | 10        | 12   | 8        | 22     | 22     |
| 10. | Ittihad Khémisset                  | 60     | 30    | 10        | 10   | 10       | 27     | 27     |
| 11. | Chabab Mohammédia                  | 59     | 30    | 12        | 5    | 13       | 41     | 34     |
| 12. | FAR de Rabat                       | 59     | 30    | 8         | 13   | 9        | 30     | 28     |
| 13. | Union Sidi Kacem                   | 59     | 30    | 10        | 9    | 11       | 36     | 37     |
| 14. | Raja de Beni Mellal                | 59     | 30    | 9         | 11   | 10       | 21     | 28     |
| 15. | Association des Douanes Marocaines | 57     | 30    | 9         | 9    | 12       | 26     | 27     |
| 16. | Youssoufia de Rabat                | 45     | 30    | 5         | 6    | 19       | 14     | 36     |

Finalement c'est le KAC de Kénitra qui remporte le championnat avec au total 65 points soit 12 victoires, 12 nuls et seulement 6 défaites, en ayant le même nombre de points sur son dauphin qu'est le Maghreb de Fès mais pas la même différence de buts. Les clubs relégués en seconde division lors de cette saison sont deux clubs du sud marocain soit le Association des Douanes Marocaines qui celui-ci remporta le championnat de la saison dernière et le Youssoufia de Rabat. Les clubs promus en première division sont le Kawkab de Marrakech et l'AS Salé.

### Coupe du Trône
La saison 1972-1973 de la coupe du Trône de football est la dix-septième édition de la compétition. Ayant comme champion le Chabab Mohammédia ainsi que le Racing de Casablanca lors de l'édition précédente, cette compétition est la seconde plus importante du pays. Étant une équipe de première division, les FAR débutent cette compétition en seizièmes de finale.

## Bilan
Au bilan durant cette saisons, les FAR de Rabat se placent douzième en championnat avec au total plus de 59 points soit 8 victoires, 13 nuls et 9 défaites. Son parcours en coupe du Trône a commencé en seizièmes de finale puisque ceux-ci sont en première division. Le résultat pour les seizièmes de finale est inconnu et on ne sais pas qui il a affronté également mais le plus important fut que les FAR se sont fait éliminer de cette compétition en seizièmes de finale. Cette saison est la plus mauvaise du club depuis sa création.